# Frühlings-Seidenbiene
Die Frühlings-Seidenbiene (Colletes cunicularius) ist eine Biene aus der Gattung der Seidenbienen (Colletes). Durch Habitatverlust ist die früher häufige Art in Mitteleuropa gefährdet. Sie wurde 2023 zur Wildbiene des Jahres gewählt.

## Merkmale
Mit 13 bis 15 Millimetern Körperlänge ist die Frühlings-Seidenbiene die größte mitteleuropäische Art der Gattung der Seidenbienen. Der schwarze, gewölbte Thorax ist pelzig rotbraun behaart, der Hinterleib besitzt keine deutliche Bindenzeichnung zwischen den Segmenten. Er ist bei den Weibchen und Männchen fast gleich dick und wird nach hinten zu nicht schmäler, wie bei den Männchen der Sandbienen (Andrena). Die Art ist innerhalb der Seidenbienen auch auf Grund der Flugzeit unverwechselbar, sie kann aber mit der Westlichen Honigbiene verwechselt werden, von der sie sich vor allem durch den Pollensammelapparat und die sehr schmale Radialzelle in der Spitze der Vorderflügel, mit ihren parallelen Seiten unterscheidet.

## Vorkommen
Die Art ist in Europa, nördlich bis nach Finnland, verbreitet. Sie besiedelt lockeren Sandboden mit wenig Vegetation, wie er etwa in Sand- und Kiesgruben, an Binnendünen, Hochwasserdämmen und in Flussauen zu finden ist. In Mitteleuropa kommt die Art vor allem in Flusstälern und nahe den Küsten vor, sie ist lokal mitunter häufig. Die Flugzeit ist früher im Jahr als bei den anderen Seidenbienen, von Mitte März bis Mai, bei den Männchen bis Anfang April.

## Lebensweise
Die Nester werden bevorzugt auf waagerechten bis leicht geneigten Flächen im lockeren Sandboden, häufig in großen Kolonien angelegt. Pollen und Nektar werden bevorzugt von Weiden (Salix) gesammelt. Die Überwinterung findet als bereits fertig entwickeltes Insekt innerhalb der Brutzelle statt. Die Art wird von der Blutbienen-Art Sphecodes albilabris parasitiert.

## Belege